# Jardín Botánico Subtropical de Aoshima

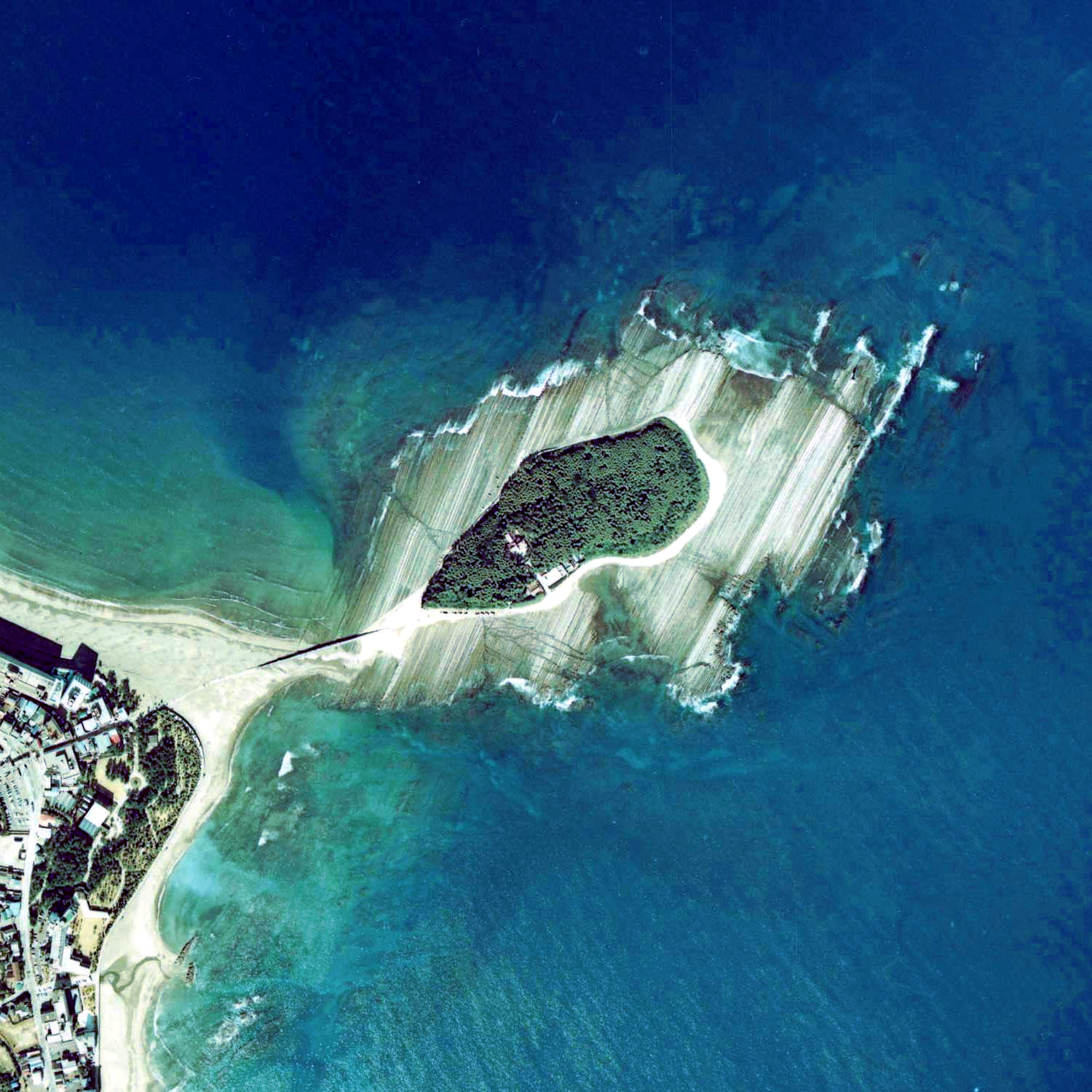
Vista aérea de la isla de Aoshima.

El Jardín Botánico Subtropical de Aoshima (en japonés: 青島亜熱帯植物園, Aoshima Anettai Shokubutsuen) se encuentra ubicado en la Isla de Aoshima 2-12-1, Miyazaki-shi, prefectura de Miyazaki, 889-2162 Japón. 
- Teléfono :+81.985.65.1042
- Temperatura media anual : 17,3 °C
- Precipitaciones medias anuales : 2 457 mm

Se abre diariamente siendo gratuita su visita; se cobra solo una tarifa de entrada en la visita del gran invernadero.

## Historia
El jardín botánico fue creado en 1965 y abierto al público en 1966.
Este jardín se creó en colaboración con el Jardín Botánico de Singapur (hermanamiento entre los dos jardines desde 1965), que hizo la subvención de 25 variedades de bouganvillas en la época. Este jardín hizo también venir varias especies de Brasil, Argentina y Hawái.

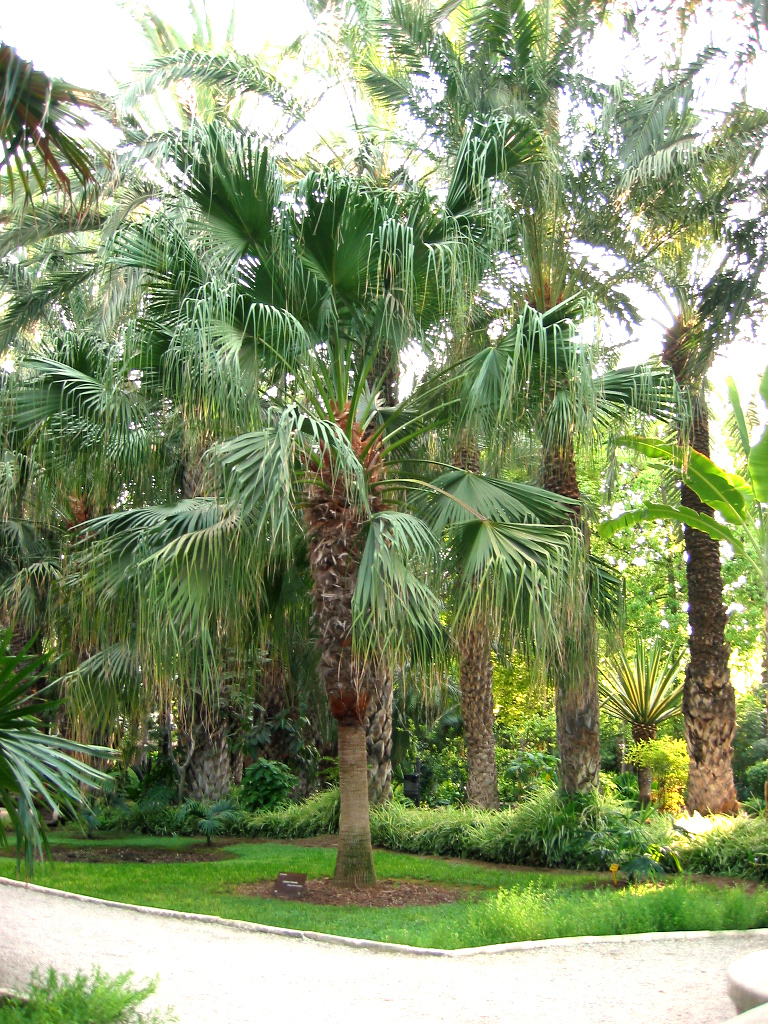
Livistona chinensis.

## Colecciones
Este jardín se creó con el fin de preservar la flora local de la isla de Aoshima y permitir su conocimiento y su estudio. Grandes avenidas, a veces flanqueadas de palmeras, cruzan este jardín botánico. 
- Invernadero tropical, en el cual se cultivan 249 especies de plantas tropicales, y varios árboles frutales.
- Colección de palmeras con palmeras de Brasil y de África (Arecastrum romanzoffianum, Mascarena lageniraulis), siendo de destacar la Livistona chinensis, que es una especie protegida en Japón.